# Гелен Міні
Гелен Міні (англ. Helen Meany, 15 грудня 1904 — 21 липня 1991) — американська стрибунка у воду.
Олімпійська чемпіонка 1928 року, учасниця 1920, 1924 років.